# شط مسد (عبس)

تعديل مصدري - تعديل

شط مسد هي إحدى قرى عزلة بني حسن بمديرية عبس التابعة لمحافظة حجة، بلغ تعداد سكانها 178 نسمة حسب تعداد اليمن لعام 2004.